# 吴燕生
吴燕生（1963年7月23日—），男，湖北汉阳人，中国航天科学家，曾任中国航天科技集团总经理、董事长、党组书记，中国宇航学会理事长，中国载人航天工程副总指挥。
2023年12月27日，吴燕生被撤销政协第十四届全国委员会委员，有传闻说他很可能牵涉火箭军腐败。